# Valera (Parma)
Valera è una piccola frazione del comune di Parma, appartenente al quartiere San Pancrazio.
La località è situata 3,76 km a ovest del centro della città.

## Geografia fisica
La frazione sorge in posizione pianeggiante alla quota di 62 m s.l.m., tra le campagne racchiuse all'interno della tangenziale ovest di Parma.

## Storia
Nel 962, secondo un atto di dubbia autenticità, l'imperatore del Sacro Romano Impero Ottone I di Sassonia riconobbe al vescovo di Parma Oberto l'autorità, oltre che sulla città, anche su 3 miglia di contado intorno a essa, comprendenti tra le altre la zona di Valera, collocata tra Vicofertile e Fraore.
Il borgo di Valera fu nominato per la prima volta alcuni anni dopo, il 29 aprile 979, in un atto di enfiteusi, in cui fu citata anche la cappella.
La località fu menzionata anche nel 1079, nella donazione da parte di Folco di Tedaldo di tutte le terre di Valera a lui appartenenti al Capitolo della Cattedrale di Parma. Furono inoltre nominati i beni posseduti in zona dalle benedettine del monastero di Sant'Alessandro nel 1138 in un privilegio del papa Innocenzo II, nel 1187 in una bolla del papa Gregorio VIII e nel 1192 in un atto giudiziario.
Il 29 giugno del 1734 alla Crocetta di Valera si svolse la battaglia di San Pietro, che contrappose gli eserciti franco-piemontese e austriaco, come parte della Guerra di successione polacca.
In epoca napoleonica, per effetto del decreto Nardon del 1806 Valera divenne frazione dei nuovi comuni (o mairie) di Golese a nord della via Emilia, corrispondente all'odierna zona della Crocetta, e San Pancrazio Parmense a sud.
Grazie alla vicinanza con la città, nel 1870 fu fondato nel territorio di Valera il pastificio Braibanti, acquistato nel 1986 dalla Barilla.
Nel 1915 ai Prati di Valera, prossimi alla città, fu avviata la costruzione dell'Ospedale Maggiore di Parma, completato nel 1926; due anni prima un'ampia fascia del territorio municipale di San Pancrazio, comprendente anche il nosocomio, era stata ceduta al comune di Parma, che nel 1943 assorbì completamente il comune di San Pancrazio.

## Monumenti e luoghi d'interesse

### Chiesa dell'Assunzione di Maria Vergine

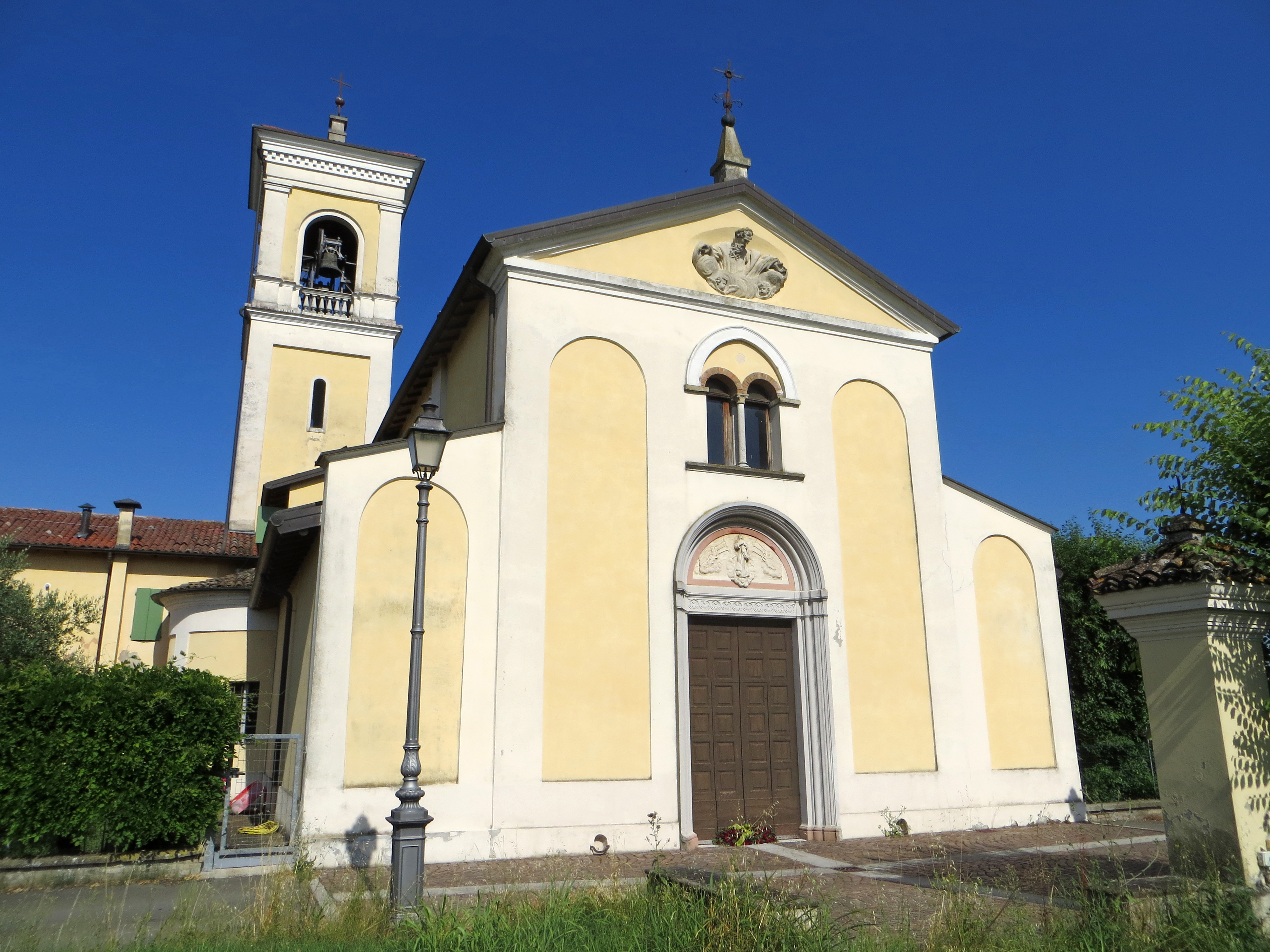
Chiesa dell'Assunzione di Maria Vergine

Menzionata per la prima volta nel 979, la cappella medievale fu elevata a sede parrocchiale nel 1619; ampliata e modificata in stile neoclassico nella prima metà del XVIII secolo, fu profondamente ristrutturata nel 1952 e restaurata tra il 2003 e il 2005; gli interni, arricchiti da sei cappelle laterali, sono decorati con affreschi sulle volte.

### Villa Marchi
Costruita tra il XVI e il XVII secolo quale casino di campagna dei gesuiti di San Rocco, la villa, utilizzata come residenza estiva intorno al 1640 dagli allievi del collegio dei Nobili, fu confiscata nel 1768 dalla Camera Ducale in occasione della cacciata dei gesuiti dal ducato di Parma e Piacenza; alienata successivamente alla famiglia Montini, fu acquistata verso la metà del XIX secolo dal banchiere Giovanni Battista Campolonghi, che la lasciò ai suoi figli dopo la sua morte nel 1849; interamente ristrutturata e ampliata, appartenne alla famiglia fino alla fine del secolo, quando fu venduta ad Augusto Marchi, al quale succedettero dapprima il figlio Lorenzo e poi il nipote Antonio, che vi si stabilì restaurandola. La struttura, sviluppata su una pianta rettangolare con due ali sul retro, si eleva su due livelli principale fuori terra, oltre al sottotetto; la simmetrica facciata presenta un porticato di cinque arcate al piano terreno, mentre al livello superiore il prospetto è suddiviso in cinque parti da sei lesene, erette in corrispondenza dei pilastri sottostanti; sulla sommità del tetto si erge una piccola torre con un orologio centrale, coronata da un frontone triangolare; dal retro aggettano due ali, di cui quella ovest coperta da una terrazza e quella est, chiusa dalla copertura a due falde, unita all'edificio di servizio; all'interno l'androne passante e le sale laterali presentano arredi d'epoca; la sala da pranzo è ornata con tre pannelli dipinti a olio, raffiguranti antichi edifici di Parma; un ambiente di passaggio, originariamente occupato dall'oratorio dei gesuiti, è coperto da una volta decorata con affreschi seicenteschi; il parco, piantumato con alberi d'alto fusto, è attraversato dal viale rettilineo d'ingresso, delimitato da siepi.

### Villa Bocchi
Appartenuta nel XVII secolo probabilmente ai conti Zileri, la villa fu acquistata verso la metà del XIX secolo da Bernardo Tagliasacchi,  che la fece ristrutturare e ampliare, trasformandola in un castelletto neogotico; in seguito alla sua morte nel 1884, fu comprata da Leonida Bocchi, che successivamente la trasmise ai suoi eredi. L'edificio, sviluppato su una pianta quadrata, si eleva su due livelli principali fuori terra, oltre al sottotetto; la simmetrica facciata nord, intonacata, presenta nel mezzo l'ampio portale d'accesso, sormontato da un balconcino, mentre in sommità si staglia un piccolo frontone triangolare; ai fianchi si ergono due torri in pietra e laterizio, coronate da merli ghibellini chiusi dai tetti; all'interno la prima sala d'ingresso, coperta da una volta a botte lunettata, è ornata sulle pareti con alcuni pannelli, raffiguranti dei paesaggi; l'androne, anch'esso chiuso superiormente da una volta a botte lunettata, è decorato con affreschi ottocenteschi a chiaroscuro attribuiti a Girolamo Magnani, raffiguranti nelle lunette degli archi sei personaggi dell'Antica Roma, nella fascia sottostante una serie di trofei e ai lati delle porte quattro grandi statue; più antichi risultano i dipinti sulla volta, rappresentanti Giove e Giunone; altre decorazioni ottocentesche si trovano in alcune delle sale adiacenti e nello scalone; il parco, accessibile attraverso un grande portale ad arco a tutto sesto coronato da merli ghibellini e affiancato da una torre anch'essa merlata, è piantumato con alberi secolari d'alto fusto.

### Villa Anna
Costruita agli inizi del XIX secolo per volere di Antonio Melloni, padre del fisico Macedonio, la villa nel 1877 fu alienata dalla moglie del primogenito Enrico al marchese Sforza Pallavicino; acquistata nel 1899 da Alberto Bocchi, fu venduta nel 1939 dalle figlie ad Aldo Guazzo, che la ribattezzò villa Anna. L'edificio, sviluppato su una pianta quadrata affiancata sul retro da due ali a L, si eleva su due livelli principali fuori terra, oltre al sottotetto; la simmetrica facciata del corpo centrale presenta un porticato di tre arcate al piano terreno, sormontate nel mezzo dal balcone del livello superiore; sulla sommità del tetto si erge una piccola torre, coronata al centro da un'esile lanterna a pianta ottagonale, tra quattro pilastrini posti alle estremità a sostegno della ringhiera perimetrale in ferro; dal prospetto retrostante, più lungo, aggettano lateralmente due piccole ali, sormontate da terrazzi al primo piano; all'interno la sala sopra all'androne è decorata con due colonne in stucco; sul retro un giardino chiuso si collega con un fabbricato di servizio sviluppato a C, con una grande "porta morta" centrale e due ali con frontoni triangolari di coronamento alle estremità; in adiacenza, si erge un edificio di servizio, contornato sull'intero perimetro da un colonnato neoclassico; l'ampio parco, ricco alberi d'alto fusto, è preceduto da un viale rettilineo, affiancato da due filari di piante.